# بيت بارادا
بيت بارادا (بالإنجليزية: Pete Parada)‏ هو موسيقي أمريكي، ولد في 9 يوليو 1974 في أركبورت في الولايات المتحدة.

## وصلات خارجية
- بيت بارادا على موقع IMDb (الإنجليزية)
- بيت بارادا على موقع ميوزك برينز (الإنجليزية)
- بيت بارادا على موقع أول ميوزيك (الإنجليزية)
- بيت بارادا على موقع ديسكوغز (الإنجليزية)